# 嗚呼!武道館
「嗚呼!武道館」（ああ！ぶどうかん）は、1985年10月10日に発売された爆風スランプ4枚目のシングル（12インチ・シングル）。

## 詳細
「1985年12月13日金曜日」に開催された爆風スランプ初の日本武道館ライブを題材とした12インチ・シングル。メンバー・関係者の誰もが武道館公演で多くの空席を覚悟したためその宣伝も兼ねて制作された。
ミュージック・ビデオが作られ、ビデオ・シングルとしてベータマックスとVHSで販売、ミュージック・ビデオの完全版とNG集が収録。格技の聖地である日本武道館を意識してメンバーが柔道やプロレスなどの格闘技やスポーツに挑戦。スキンヘッドにサングラスが特徴の中野がこのビデオではプロレスのマスクマンスタイルで顔を隠し目だけを出すという普段とは逆の扮装を見せる。2曲ともオリジナル・アルバム未収録。
「嗚呼!武道館 LOVE MIX」は「Ultimate 12inch Singles」（1988年7月21日）で初CD化。但し1分程短いShort Edited Version。

## 収録曲
1. 嗚呼!武道館 LOVE MIX
作詞:サンプラザ中野/パッパラー河合　作曲・編曲:バナナ
ポエトリーリーディング曲であり、8分を超える。
2. Yeah! BUDOKAN PEACE MIX
作詞:サンプラザ中野　作曲:バナナ　編曲:バナナ/爆風スランプ

## 収録アルバム
- GOLDEN☆BEST 爆風スランプ ALL SINGLES (#1)
- 40th Anniversary BEST IKIGAI 2024 (#1)

- テクノマジック歌謡曲